# Amnesia: The Dark Descent
Amnesia: The Dark Descent és un videojoc de terror per a Windows, PlayStation 4 i Xbox One desenvolupat per Frictional Games. Va sortir a la venda el 8 de setembre de 2010.

## Jugabilitat
De forma similar als anteriors jocs desenvolupats per la companyia, Amnesia és un videojoc de terror basat en l'exploració i amb una perspectiva en primera persona. El jugador no té accés a armes, i ha d'utilitzar el seu enginy per evitar les truculentes criatures que habiten el castell de Brennenburg o bé amagar-se d'ells. El joc més manté la interacció física amb objectes utilitzada en Penumbra, permetent trencaclosques físics avançats com a obertura de portes i arranjaments de maquinària.

## Crítica
Amnesia ha rebut qualificacions positives en general, amb elogis per la seva atmosfera i elements de terror, John Walker de Rock, Paper, Shotgun va afirmar "puc dir amb seguretat que Amnesia és el joc més aterridor que s'ha fet mai." Sense això, Frictional Games havia expressat la seva inquietud sobre les vendes inicials del joc.
Amnesia és considerat per molts jugadors i aficionats a l'horror de supervivència com un dels millors jocs de terror mai creats, al nivell d'altres franquícies com Silent Hill i Project Zero.